# Bahent
Bahent (en catalán y oficialmente, Baén) es un pueblo del municipio leridano de Bajo Pallars, en el sur de la comarca del Pallars Sobirá. Hasta 1969 fue capital de su propio término municipal, que abarcaba, del actual, gran parte del territorio que queda en el margen izquierdo del río Noguera Pallaresa y comprendía las siguientes poblaciones: Bresca, Useu, Buseu, San Sebastián de Buseu, Castellnou, Sarroca, Cuberes, Solduga y Espluga de Cuberes, además de la propia Bahent. Tiene 14 habitantes (2013).
Situado en las estribaciones NW de la sierra de Boumort, al abrigo del Roc de la Torre (1 100,4 m), con un precipicio en su vertiente N de más de cien metros sobre el barranco de Enseu en su curso medio. En dicho peñasco se supone que estuvo el castillo, ya nombrado en el siglo XI como posesión del monasterio de Gerri, y del cual no quedan vestigios.

## Núcleo urbano
Hasta Bahent se llega por la carretera que parte de la N-260 antes de llegar a Gerri de la Sal y que comunica la comarca con la vecina del Alto Urgel tras pasar por diferentes poblaciones del municipio.
El acceso desde la carretera se convierte en la única calle del pueblo, alineándose las viviendas a ambos lados. El núcleo urbano tiene una forma longitudinal y compacta, extendiéndose perpendicularmente sobre la pendiente del terreno en dirección E-W. A la entrada de la población hay una fuente con un abrevadero y unos lavaderos, ambos bastante bien conservados. También en la entrada al pueblo, junto al cementerio, se encuentra la iglesia parroquial de Sant Andreu.

## Sant Andreu
Se trata de una iglesia románica de una sola nave, de planta rectangular y con un ábside semicircular. Su estructura original ha sufrido diversas modificaciones con el paso del tiempo. La puerta original se encuentra en la fachada S y está tapiada, abriéndose la actual en la fachada W, rematada esta por un campanario de espadaña con dos aberturas de arco de medio punto.

## Bahent en el Madoz
Bahent aparece citado en el Diccionario geográfico-estadístico-histórico de España y sus posesiones de Ultramar, obra de Pascual Madoz. Por su gran interés documental e histórico, se transcribe a continuación dicho artículo sin abreviaturas y respetando la grafía original.

BAHENT: Lugar con ayuntamiento en la provincia de Lérida (27 horas), partido judicial de Sort (4½), audiencia territorial y capitanía general de Cataluña (Barcelona 48), diócesis de Seo de Urgel (11), abadiato de Gerri (1½): SITUADO sobre una roca entre 2 elevadas montañas, donde principalmente le combaten los aires del norte y este: CLIMA frio, y propenso á inflamaciones y apoplegias. Tiene 14 CASAS, parroquia (San Andrés Apóstol), de la que son anejas las de Useu, Busen y San Sebastiá; y 1 fuente de buenas aguas, que aprovechan los habitantes para su gasto doméstico. Confina el TÉRMINO al norte con Enseu, este con Useu, sur con Busen y oeste con San Sebastiá. Distancia 3/4 de hora, poco mas ó menos. Dentro del mismo se hallan los mansos, llamados Sarroca de Barrabes con l vecino y 10 almas, y Castellnou de Peramea, con otro vecino y 12 almas. El TERRENO es montuoso, y le baña un arroyo que desciende de las montañas de Mollet, y deja el pueblo á la izquierda. En diferentes puntos brotan algunas fuentes, cuyas aguas sirven para abrevadero de ganados y otros usos; y á derecha é izquierda de la población hay bosques muy poblados de pinos y otros árboles, que dan madera para edificios, y leña para combustible. Los CAMINOS son locales y en mal estado, siendo el principal el que dirige á Gerrí, de cuyo punto se recibe el CORREO: PRODUCTOS: trigo puro, y mezclado con centeno, patatas, legumbres, bastante heno, peras y manzanas de invierno. Sostiene ganado vacuno, mular de recría, lanar y algún cabrío; y háy caza de liebres, conejos y perdices:  COMERCIO: esportacion de ganado lanar, mular y vacuno, é importación de vino, aceite y otros géneros de comer y de vestir. POBLACION: según datos oficiales, 4 vecinos, 45 almas: CAPITAL IMPONIBLE: 7611 reales; ascendiendo el PRESUPUESTO MUNICIPAL á 800 reales, que se cubren por reparto entre los vecinos. En terrenos de esta población se refugiaron muchos cristianos, durante la invasión agarena, donde permanecieron hasta la reconquista de Cataluña, á la que contribuyeron.

## Geografía humana

### Demografía
| Gráfica de evolución demográfica de Bahent entre 1842 y 1960 |
| |
| Población de derecho según los censos de población del INE Población de hecho según los censos de población del INEEntre el censo de 1857 y el anterior, crece el término del municipio porque incorpora a 255336 (Sant Sebastiá), 255349 (Solduga y Espluga), 255375 (Useu) Entre el censo de 1970 y el anterior, este municipio desaparece porque se integra en el municipio 25039 (Baix Pallars) |

## Otros lugares de interés
En los alrededores más inmediatos a la población se pueden encontrar diferentes vestigios del pasado histórico de la zona.

### El Soi
En el camino que asciende desde Bahent hacia San Sebastián de Buseu por el barranco, con un desvío al otro lado de este al lugar conocido como Rial, se encuentra el antiguo caserío y actual casa forestal del Soi (42°19′48″ N 1°7′28″ E), a una altitud de 1402 m.

### San Sebastián de Rial
Las ruinas de esta antigua iglesia están situadas al NE de Bahent, en el lugar conocido como Rial, donde había una antigua población cuyos restos son perfectamente visibles en los alrededores del viejo templo.
La construcción inicial de esta iglesia bien podría datarse en el siglo XI por su modelo constructivo. Su muy reciente reaprovechamiento como cabaña rural (borda) motivó que se rebajara el muro S. A pesar de su estado de abandono y degradación, es perfectamente identificable su planta de una sola nave rectangular con un ábside semicircular en su cabecera E.